# Jaskier darłowski

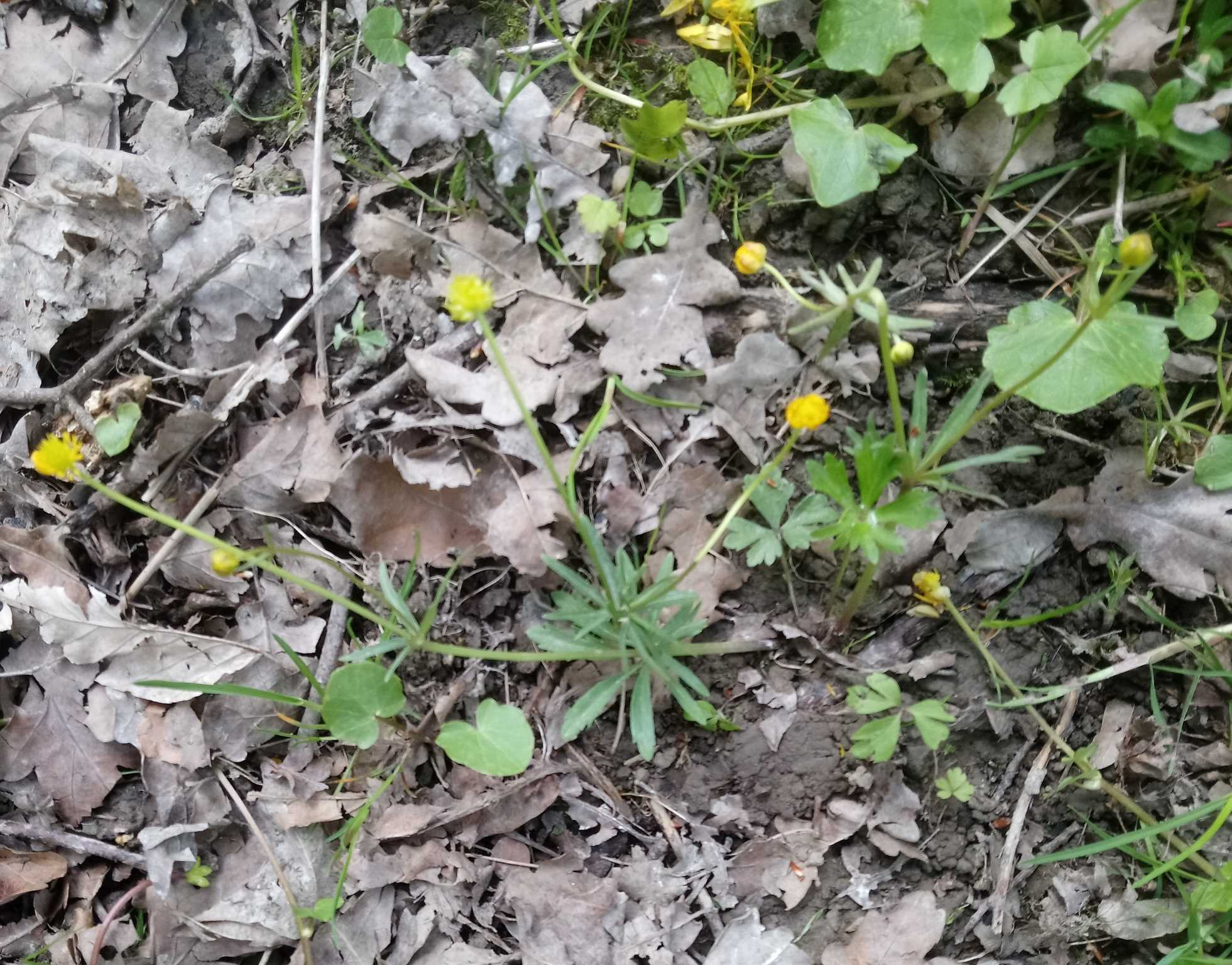
Ranunculus dirlovus między Darłowem a Sławnem na Pomorzu Zachodnim: roślina o dwóch łodygach kwiatowych i dwóch liściach odziomkowych

Jaskier darłowski (Ranunculus dirlovus Halamski) – gatunek z rodzaju jaskier; mikrogatunek, należący do gatunku zbiorowego jaskier różnolistny, znany z kilku stanowisk na Pomorzu Zachodnim. Nazwa gatunku odnosi się do miasta Darłowa, w okolicach którego gatunek występuje; najstarszy (łaciński) zapis tego toponimu brzmi terra Dirlova.

## Morfologia

### Opis
Rośliny o wysokości 20–40 cm, o 1–4 łodygach kwiatowych, słabo podzielonych liściach odziomkowych z początku cyklu ontogenetycznego, silnie podzielonych liściach środkowych i stosunkowo silnie podzielonych liściach późnych. Liście łodygowe podzielone na 7–9 segmentów; segmenty o zróżnicowanym kształcie i brzegach gładkich lub ząbkowanych. Kwiaty niedoskonałe (mające mniej niż pięć płatków) lub bezpłatkowe. Dno kwiatowe jajowate, nagie.

### Gatunki podobne
Jaskier darłowski należy w obrębie jaskrów różnolistnych do grupy Ranunculus argoviensis W.Koch, której przedstawiciele odznaczają się między innymi liśćmi odziomkowymi okrągłymi w zarysie i silnie podzielonymi w środku cyklu ontogenetycznego. Do grupy tej należy kilkanaście gatunków, z których pod względem morfologii najbliższe jaskrowi darłowskiemu są:
- Ranunculus lipsiensis Dunkel[4][6], różniący się od R. dirlovus głęboko podzielonymi wczesnymi liśćmi odziomkowymi[1];
- Ranunculus rotundatiformis Dunkel[4][7], różniący się od R. dirlovus między innymi elipsoidalnym lub sferycznym dnem kwiatowym[1];
- Ranunculus hevellus (Asch. & Graeb.) O.Schwartz[4][8], różniący się od R. dirlovus między innymi owłosionym dnem kwiatowym[1];
- Ranunculus scaldianus (Demarsin) Ericsson[9][10], różniący się od R. dirlovus między innymi mniejszymi segmentami liści łodygowych[1];
- Ranunculus forstfeldensis R.Engel ex Dunkel[5][11], różniący się od R. dirlovus między innymi owłosionym dnem kwiatowym[1].

## Lokalizacja typowa, materiał typowy, rozmieszczenie geograficzne
Jako lokalizację typową wskazano okolice Domasławic w gminie Darłowo. Ponadto podano pięć innych stanowisk położonych w okolicach Darłowa i Sławna. Holotyp został złożony w Zielniku Wydziału Biologii Uniwersytetu Warszawskiego (akronim WA według Index Herbariorum), a paratypy w zielnikach Uniwersytetu Lyon 1 (LY), Muzeum Ewolucji w Uppsali (UPS) oraz Uniwersytetu Pomorskiego w Słupsku (SLTC). 